# Dömötör Pál (költő)
Ifjabb Dömötör Pál (Baja, 1844. július 15. – Zombor, 1920. szeptember 7.) költő, műfordító, Dömötör Pál ügyvéd fia.

## Élete
Baján járt gimnáziumba. A pesti egyetemen jogot végzett, ügyvéd lett, majd aljárásbíró. Járásbíró Zomborban 1887-1910 között. A Bács-Bodrog Vármegyei Történelmi Társulatnak 1883-tól választmányi tagja. Bács-Bodrog vármegye első irodalmi körének a Tóth Kálmán Körnek alapítója és egy évig elnöke is volt.
Versei, műfordításai a helyi (bácskai) és a fővárosi lapokban jelentek meg. Első verse 1863-ban a Vasárnapi Ujságban jelent meg.

## Művei

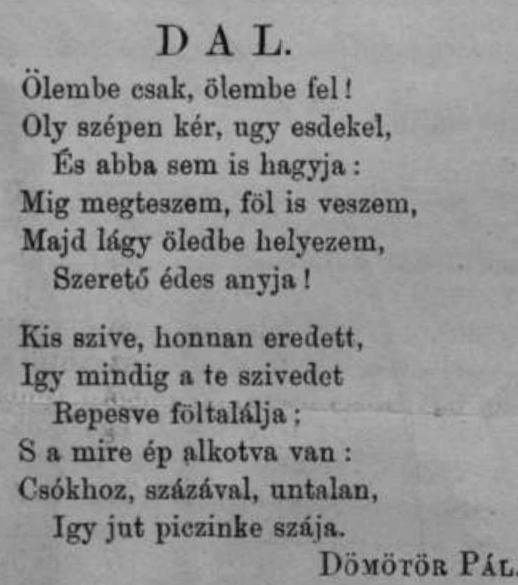
Dal c. verse (1882)

- Dömötör Pál költeményei. Zombor, 1876.
- Ujabb költeményei. Uo. 1884. (Ism. Főv. Lapok 46. Budap. Hirlap 56. Nemzet 90. sz. Koszorú.)
- A perlekedő atyafiak. Bpest 1885. (Historiák és Nóták 4.)
- Az ujoncz-szökevény. Uo. 1885. (Historiák és Nóták 19.)
- Bácskai nóták. Uo. 1886. (Historiák és Nóták 25.)
- A váltó vagy őrizkedjél az uzsorásoktól. Uo. 1886. (Historiák és Nóták 44.)
- Költemények. Győr, 1888. (Egyetemes Könyvtár 7., Ism. Egyetértés 230., Nemzet 270., Főv. Lapok 225., P. Napló 270., M. Szemle 52-54., Bácska 85. sz.)
- A selyembogár. Uo. 1889. (M. Mesemondó 31.)
- Hazugság a bűnök anyja. Uo. 1889. (Historiák és Nótárk 87.)
- A nemzetiségek, vagy: horvát, oláh, tót, szerb és németség! Legyen velünk áldás és békesség! Uo. 1890. (M. Mesemondó 37.)
- A javulás útja, vagy a családi élet boldogsága. Uo. 1890. (M. Mesemondó 44.) (A selyembogár prózában van irva, a többi erkölcsi alappal biró verses elbeszélés.)

A hegyesi (1848-ki) csataemlék leleplezésére: Hősök emléke címmel ódát irt, mely az 1887-ben ünnepélyen szavaltatott. Győri Vilmos Koszorújában (Bpest, 1875.) és Radó Antal Költők Albumában több eredeti költeménnyel van képviselve; az Unsere Kunst in Wort und Bild c. bécsi Antológia is fölvette egy költeménnyel és arcképpel.